# Esplas-de-Sérou

Esplas-de-Sérou este o comună în departamentul Ariège din sudul Franței. În 1 ianuarie 2022 avea o populație de 171 de locuitori.